# 格奧爾格·克里斯蒂安 (黑森-洪堡)
格奧爾格·克里斯蒂安（德語：Georg Christian，1626年12月10日—1677年8月1日），黑森-洪堡伯爵，1669年至1671年在位。
1669年，格奧爾格·克里斯蒂安從哥哥威廉·克里斯托夫手中收購黑森-洪堡伯國，但兩年後即因財務問題將伯國抵押予約翰·克里斯蒂安·馮·波伊恩堡。直到1681年，格奧爾格·克里斯蒂安的弟弟腓特烈二世才將重新獲得黑森-洪堡。